# G4 (gruppo musicale)
I G4 sono un gruppo musicale crossover classico britannico formatosi nel 2004 a Londra.

## Storia del gruppo
I componenti del gruppo, formatisi alla Guildhall School of Music and Drama, ha partecipato alla seconda edizione del talent-show televisivo britannico The X Factor, giungendo al secondo posto nel 2004.
Dopo il programma hanno firmato un contratto discografico con la Sony BMG. 
Nel febbraio 2005 hanno pubblicato il primo album in studio, contenente diverse cover. In particolare hanno diffuso come singolo la cover di Bohemian Rhapsody dei Queen.
Nel novembre dello stesso anno è uscito il loro secondo album, che vede le collaborazioni di Lesley Garrett, Cliff Richard e Robin Gibb.
Nel novembre 2006 è uscito il terzo album Act Three. Nell'aprile 2007 il gruppo si è sciolto per incomprensioni interne.
Nel novembre 2014 è stata annunciata via Twitter la reunion della band.

## Formazione
Attuale
- Jonathan Ansell - tenore
- Ben Thapa - tenore
- Mike Christie - baritono
- Nick Ashby - basso (2014)

Ex membri
- Matthew Stiff - basso (2004-2007)

## Discografia

### Album studio
- 2005 - G4
- 2005 - G4 & Friends
- 2006 - Act Three